# Bonabes IV de Rougé
Pour les articles homonymes, voir Bonabes.
Bonabes IV,  seigneur de Rougé et de Derval, vicomte de La Guerche, châtelain de Pontcallec (né vers 1328 - mort en 1377), gouverneur du Pays de la Mée et de Redon en 1352 est un membre de la famille des seigneurs de Rougé.

## Biographie
Il est le fils de Jean Ier seigneur de Rougé et de Jeanne de Léon. Son grand-père Guillaume Ier seigneur de Rougé, son père et son frère Jean [II] de Rougé ont trouvé la mort au cours de la bataille de La Roche-Derrien contre les Anglais le 20 juin 1347. Il est dépossédé de ses biens de Bretagne en tant qu'ennemi du duc de Bretagne Jean de Montfort. Le roi Jean le Bon le nomme conseiller.
En 1356, il est fait prisonnier à la bataille de Poitiers. « Pendant cette captivité, le roi Jean choisit le sire de Rougé pour aller en France aplanir quelques-unes des difficultés qui s'opposaient à la conclusion de la paix. Mais Édouard (roi d'Angleterre) mit un prix insigne à sa liberté momentanée : il exigea pour garantie de son retour que Philippe de France, premier prince du sang, et 48 autres des premiers seigneurs du royaume, s'en rendissent caution par corps, et s'engageassent en outre à perdre honneur, biens, villes, châteaux et forteresses, et à lui payer 12 000 écus vieux, dans les cas où Bonabes de Rougé ne reviendrait pas au temps fixé se reconstituer prisonnier », nous relate le chevalier de Courcelles, citant Dom Morice et ses Mémoires pour servir de preuves à l'histoire de Bretagne.
Bonabes IV négocie pour le roi de France le traité de Brétigny en 1360. Ce même roi lui fait don de la vicomté de La Guerche en Touraine 1361. Le roi d'Angleterre Édouard III le fait emprisonner dans la Tour de Londres en tant qu'otage pour la personne du roi de France.
Après son retour, il prend part à plusieurs batailles et tente de reconquérir son château de Derval en 1373, occupé par le guerrier anglais Robert Knolles. Malgré l'aide d'Olivier de Clisson, du dauphin d'Auvergne, du duc d'Anjou, et de Bertrand Du Guesclin, l'assaut de Derval est sans succès, et marqué par la cruauté de Knolles et Clisson.

## Union et postérité
Bonabes IV de Rougé épouse Jeanne de L'Île-Bouchard fille et héritière de Jean seigneur de Saint-Mars-La-Pile dont:
- Jean III seigneur de Rougé et de Derval vivant en 1381
- Guillaume II de Rougé, seigneur de Rougé, Derval et Cinq-Mars, mort en 1398
- Jeanne (morte en 1379) épouse 1° Jean seigneur de Bourmont, puis 2° entre 1352 et 1360 le chevalier Geoffroi de La Tour-Landry, l'auteur du Livre pour l'enseignement de ses filles.
- Huette épouse de Brisegaud d'Usages
- Mahaud épouse de Brient de La Haye-Joul(l)ain
- Marguerite épouse de Foulques de Chazé (-sur-Argos et -Henry)

## Sources
- Frédéric Morvan la Chevalerie de Bretagne et la formation de l'armée ducale 1260-1341 Presses Universitaires de Rennes, Rennes 2009,  (ISBN 9782753508279) « Généalogie n°36 : les Rougé ».